# آکاسیای سیبری

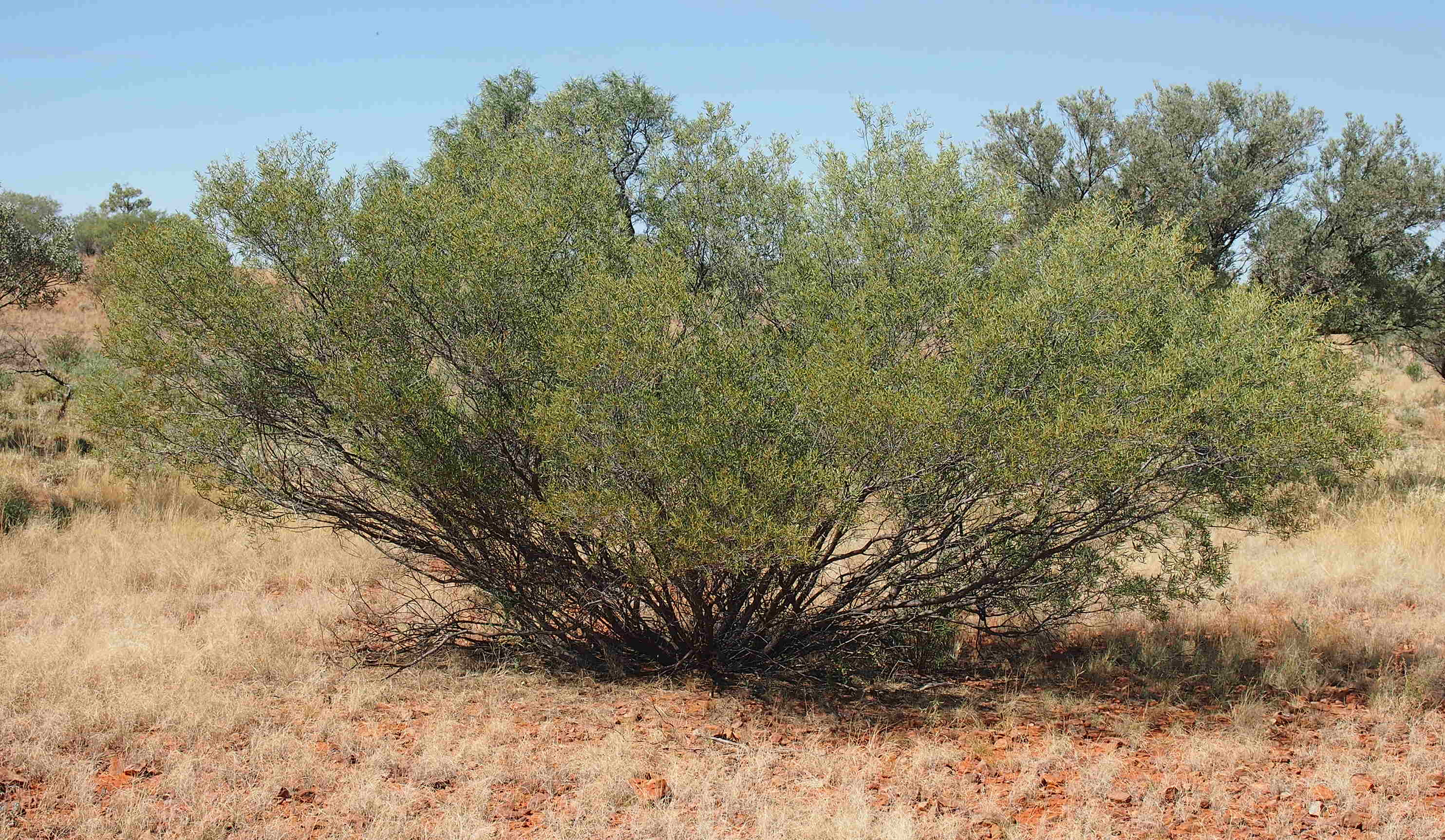
با ظاهرش میخورده از گونه های سیبری باشه

آکاکیا سیبری (نام علمی: Acacia sibirica) نام یک گونه از سرده آکاسیا است.